# Paris (thần thoại)
Paris (tiếng Hy Lạp: Πάρης) cũng gọi là Alexandros, là con trai của vua Priam thành Troia, xuất hiện trong một số huyền thoại Hy Lạp. Paris có lẽ được biết nhiều nhất là trong vụ anh lén lút quan hệ với hoàng hậu Sparta là Helen, và chính điều này là nguyên nhân trực tiếp dẫn đến cuộc chiến tranh thành Troia và con ngựa gỗ của quân Hy Lạp. Cuối cuộc chiến, Odysseus nghĩ ra một mẹo. Ông bảo người Hy Lạp giả vờ thua cuộc, lui quân trở về. Các chiến binh lên tàu ra khơi nhưng thực chất là họ vòng lại náu mình sau hòn đảo Tenedas bên cạnh. Khi lên tàu, họ bỏ lại trên bãi biển một con ngựa gỗ khổng lồ, món quà cho thần Athena để thần bảo vệ chuyến đi trở về của họ. Nhưng con ngựa này chính là một cái bẫy: bên trong có một đội biệt kích do Ulysse, Menelaus và Neoptoleme chỉ huy. Người dân thành Troia tò mò kéo con ngựa vào trong thành. Khi màn đêm buông xuống, những người hùng của Hy Lạp chui ra khỏi con ngựa và mở cổng thành cho quân mình. Người Hy Lạp phá hủy toàn bộ thành Troia hùng mạnh. Vua Menelaus đưa Helen quay về Sparta.

## Phán xét của Paris
Theo sử thi Illiad, do bất mãn vì không được mời dự hôn lễ của nữ thần biển Thetis - con gái thần biển Nere với Peleus - cháu trai thần Zeus, nữ thần Bất hoà Eris đã lấy một quả táo vàng trong vườn của ba chị em Hesperite, ghi lên đó dòng chữ "Tặng nữ thần đẹp nhất" rồi ném nó vào bàn tiệc. Cuộc tranh cãi giữa ba vị nữ thần, Hera - vợ thần Zeus, Athena - nữ thần trí tuệ và Aphrodite - nữ thần tình yêu, để giành quả táo diễn ra quyết liệt. Cuối cùng, họ phải nhờ đến người phân xử là Paris, con vua Priam thành Troia. Ba vị nữ thần đưa ra điều kiện như sau: Athena sẽ giúp anh trở thành chiến binh bất khả chiến bại, Hera sẽ giúp anh có được quyền lực, còn Aphrodite sẽ giúp anh có được một người vợ xinh đẹp nhất thế gian. Cuối cùng, Paris đã chọn Aphrodite. Thua cuộc, Hera và Athena thề sẽ tiêu diệt thành Troia, nơi cha của Paris đang trị vì. Aphrodite thực hiện lời hứa bằng cách dùng mưu cướp đi Helen - vợ vua Menelaus xứ Sparta. Và chiến tranh thành Troia bắt đầu từ đó.

Paris đã lãnh đạo quân lính thành Troia chiến đấu ngoan cường với vua Mycenae là Agamemnon. Vì yêu mến sắc đẹp của Helen. Paris đã cướp cô từ tay của em trai Agamemnon là Menelaus. Với âm mưu chiếm thành Troia, Agamemnon đã lấy cớ rửa nhục cho em đã đem năm mươi ngàn quân Hy Lạp bao vây thành. Với tấm lòng yêu nước và không muốn những người dân vô tội vì mình, Paris đã dũng cảm khiêu chiến cùng em trai Agamemnon nhưng vì thiếu kinh nghiệm chiến đấu, Paris đã bại trận. Pandaros đã bắn cho Menelaus bị thương. Từ thất bại đó, Paris đã ngày đêm luyện tập tài bắn cung của mình. Điều đó đã giúp anh trả thù cho người anh trai Hector khi bị Achilles giết. Cuối cùng, Paris bị Philoctetes bắn chết bằng cung tên của Heracles.

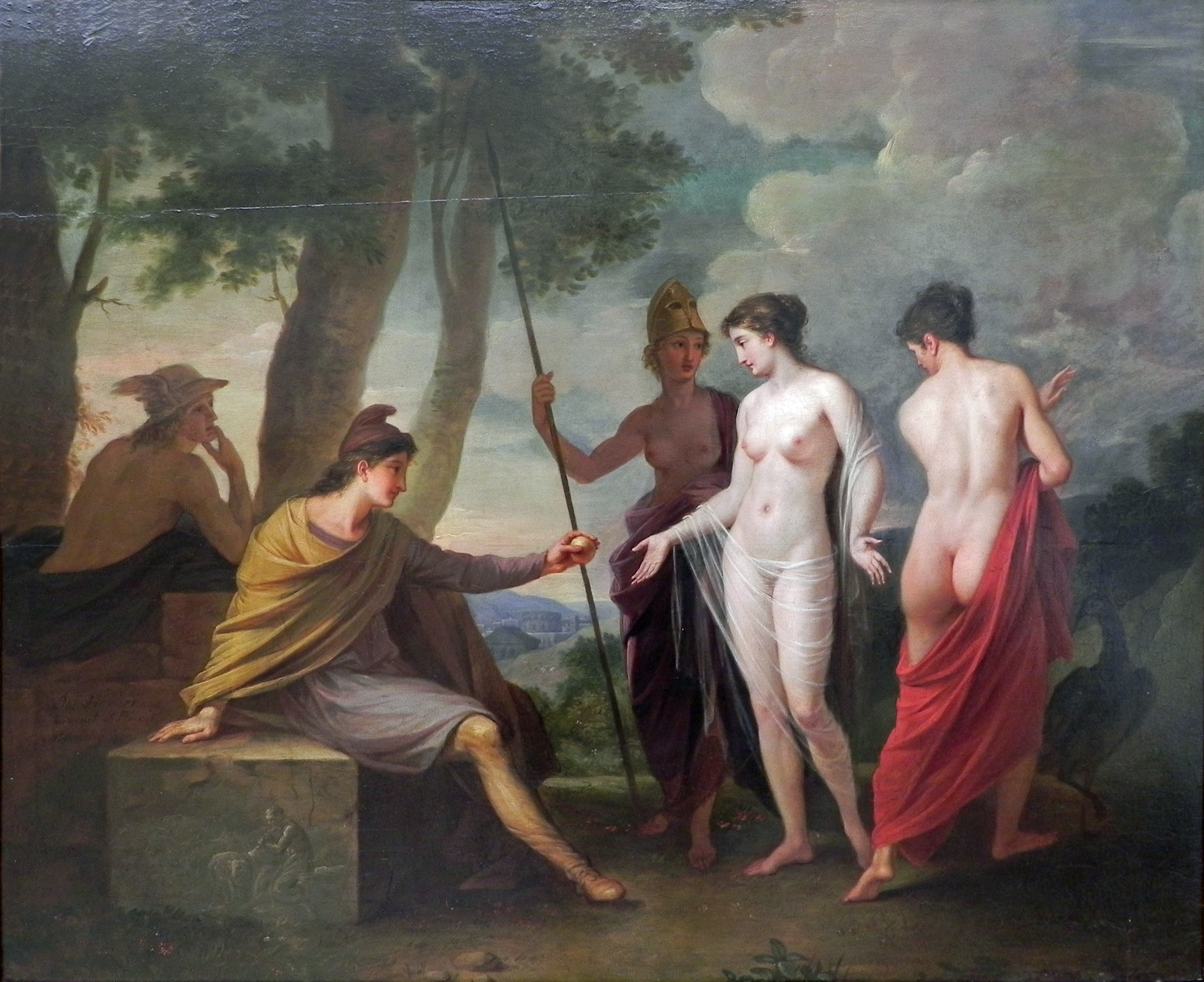
Phán xét của Paris, tranh của Joseph Hauber năm 1819
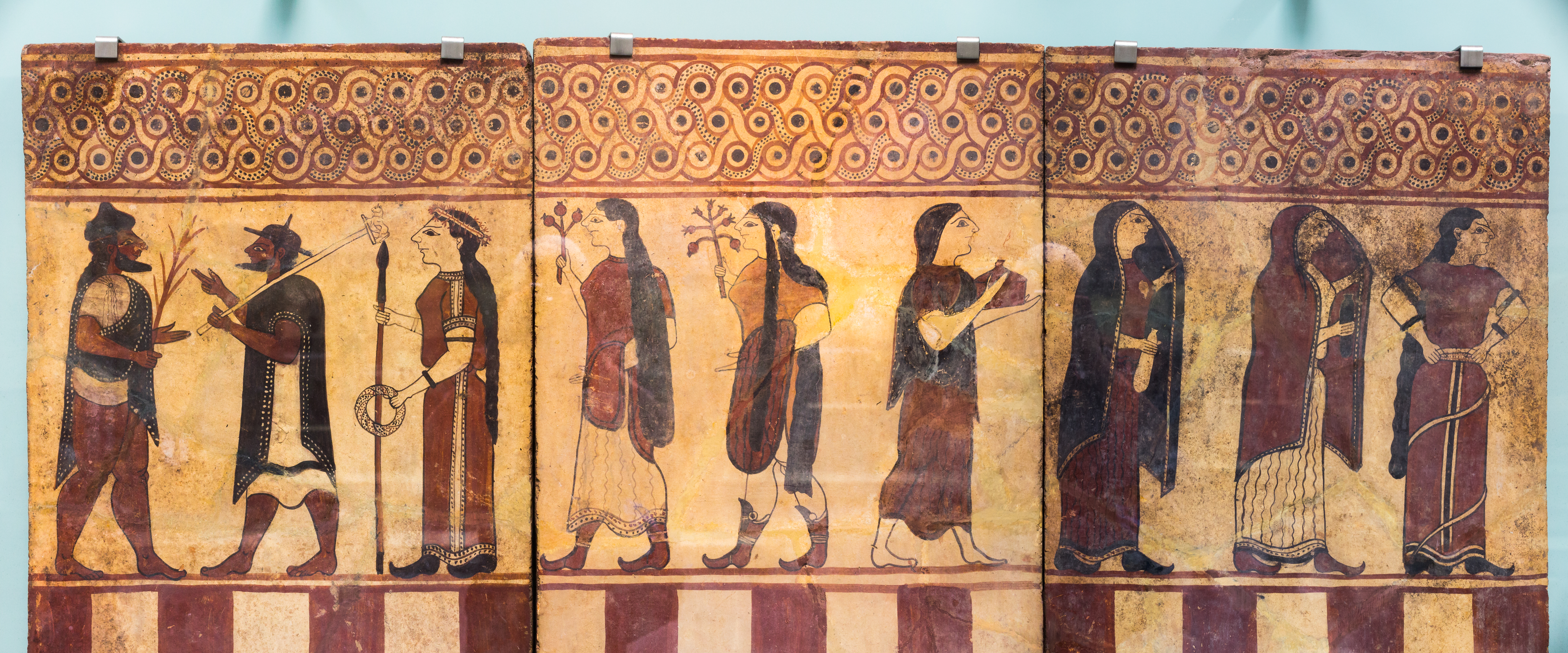
Paris tiếp nhận Hermes dẫn dắt Athena, Hera và Aphrodite. Tranh vẽ trên đất nung, 560–550 TCN
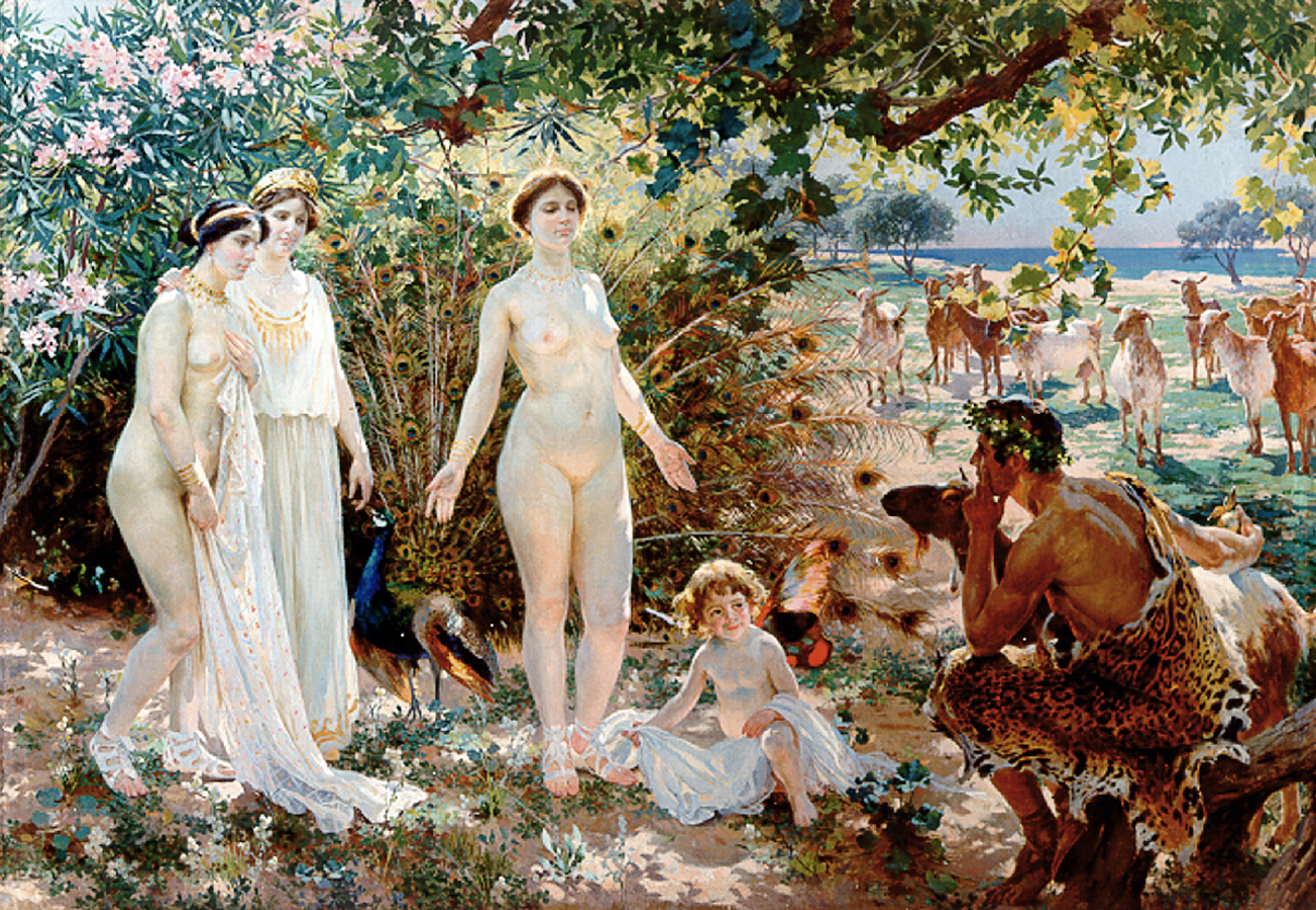
El Juicio de Paris của Enrique Simonet, c. 1904. Paris đang nghiên cứu Aphrodite, người khỏa thân đứng trước mặt anh. Hai nữ thần khác đang quan sát gần đó.
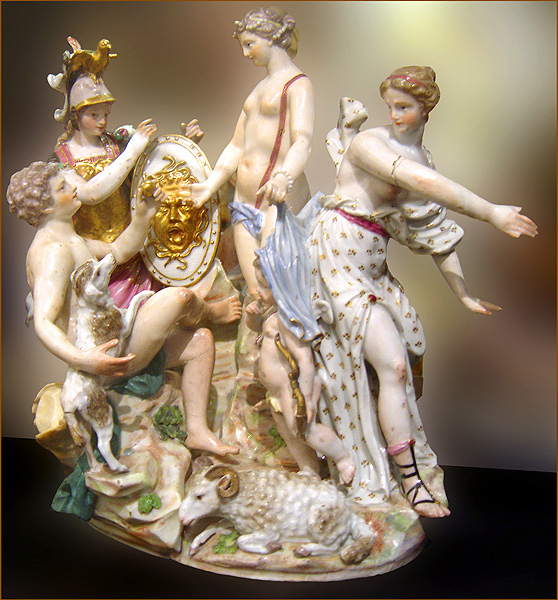
Phán quyết của Paris, c. 1801, đồ sứ Capodimonte (Bảo tàng Capitoline, Rome)
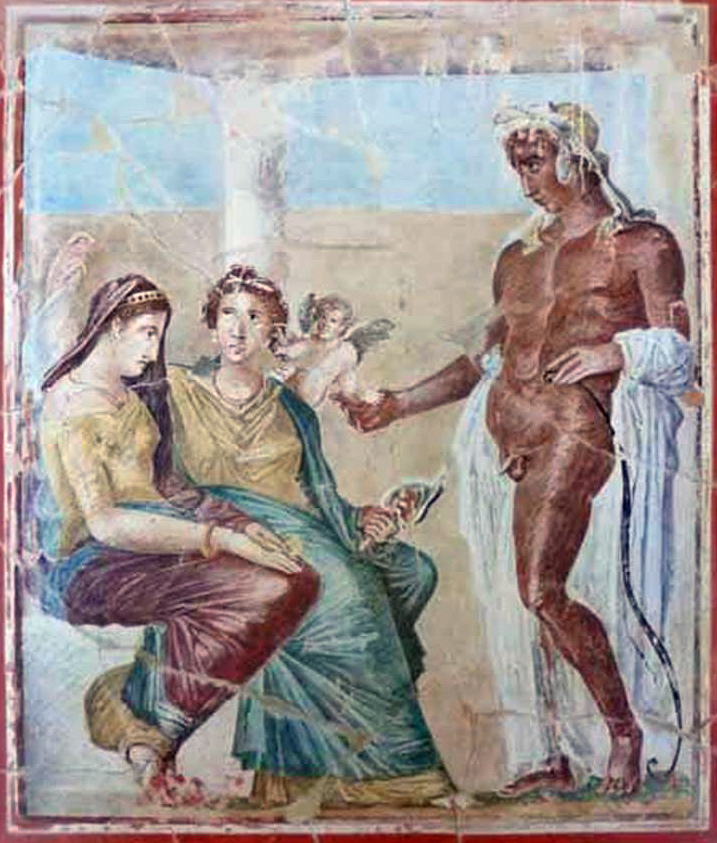
Quyến rũ Helen bởi Paris, bức bích họa cổ ở Pompeii, thế kỷ thứ 1
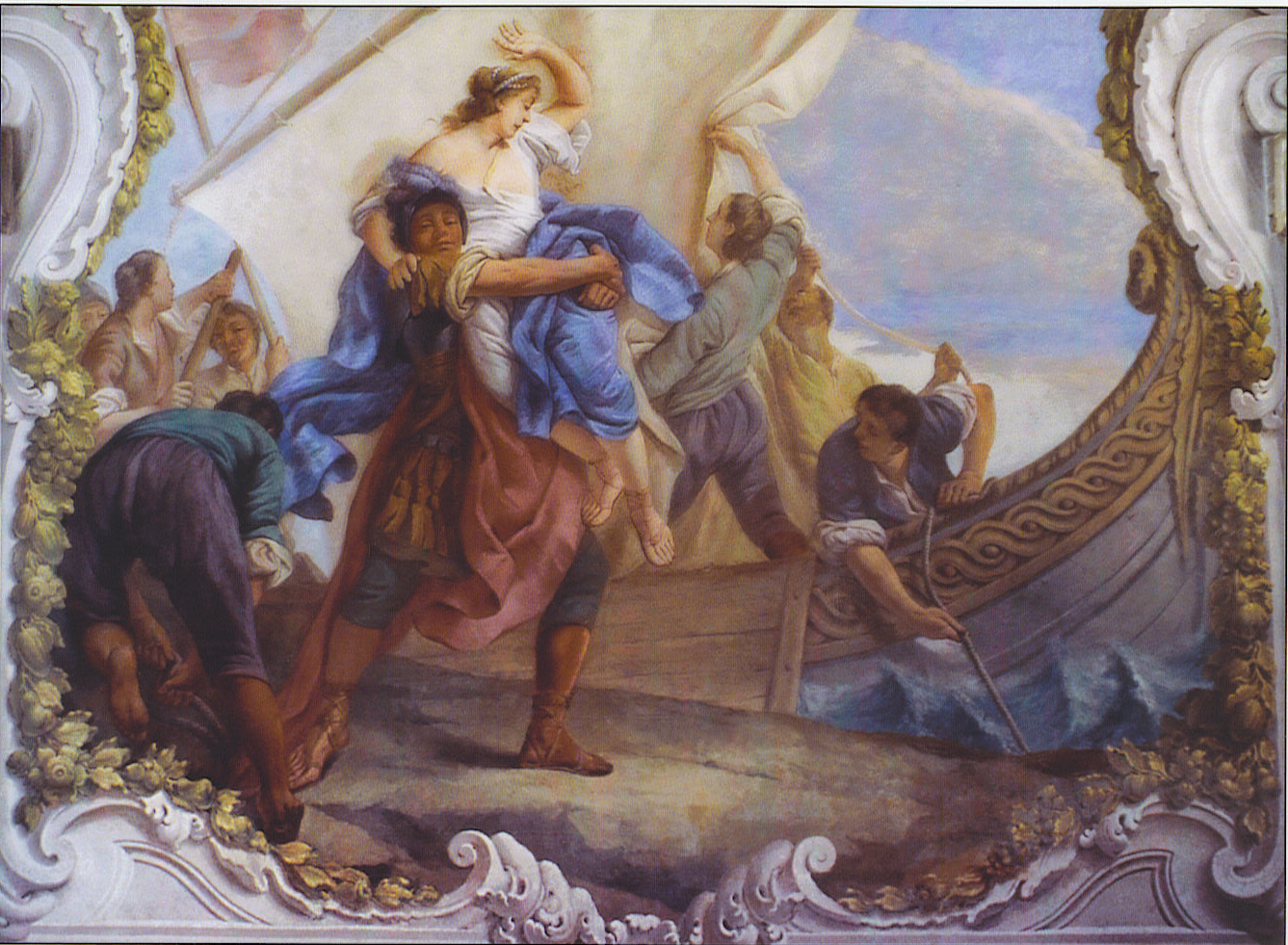
Vụ bắt cóc Helen, bức bích họa trên trần, Venice, giữa thế kỷ 18
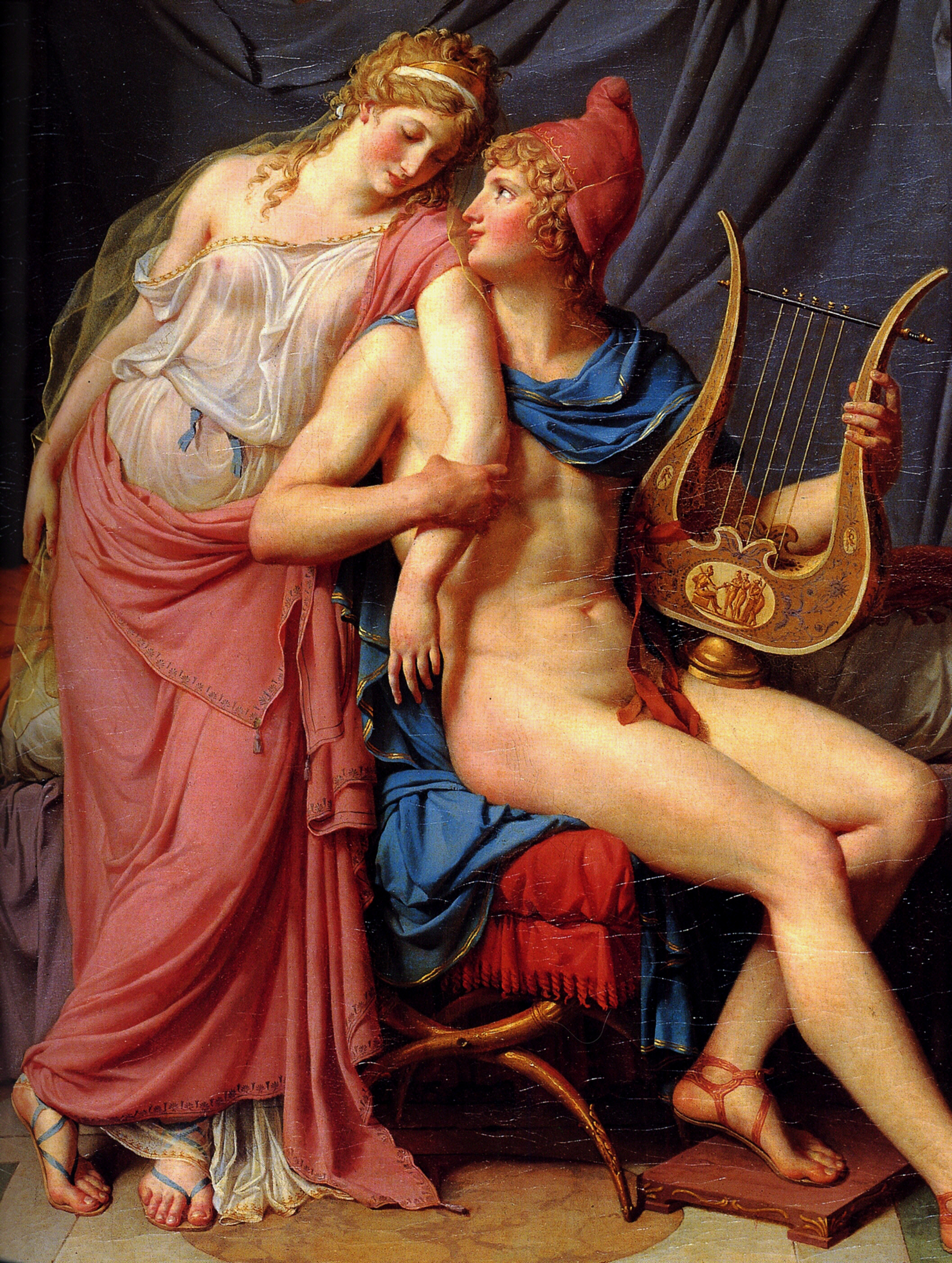
Tình yêu của Helen và Paris của Jacques-Louis David (sơn dầu trên canvas, 1788, Louvre, Paris)
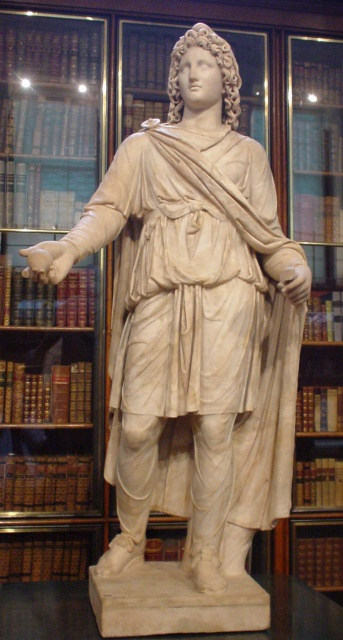
Paris, trong "trang phục Phrygian", đá cẩm thạch La Mã thế kỷ thứ hai CN (Thư viện của Nhà vua, Bảo tàng Anh)
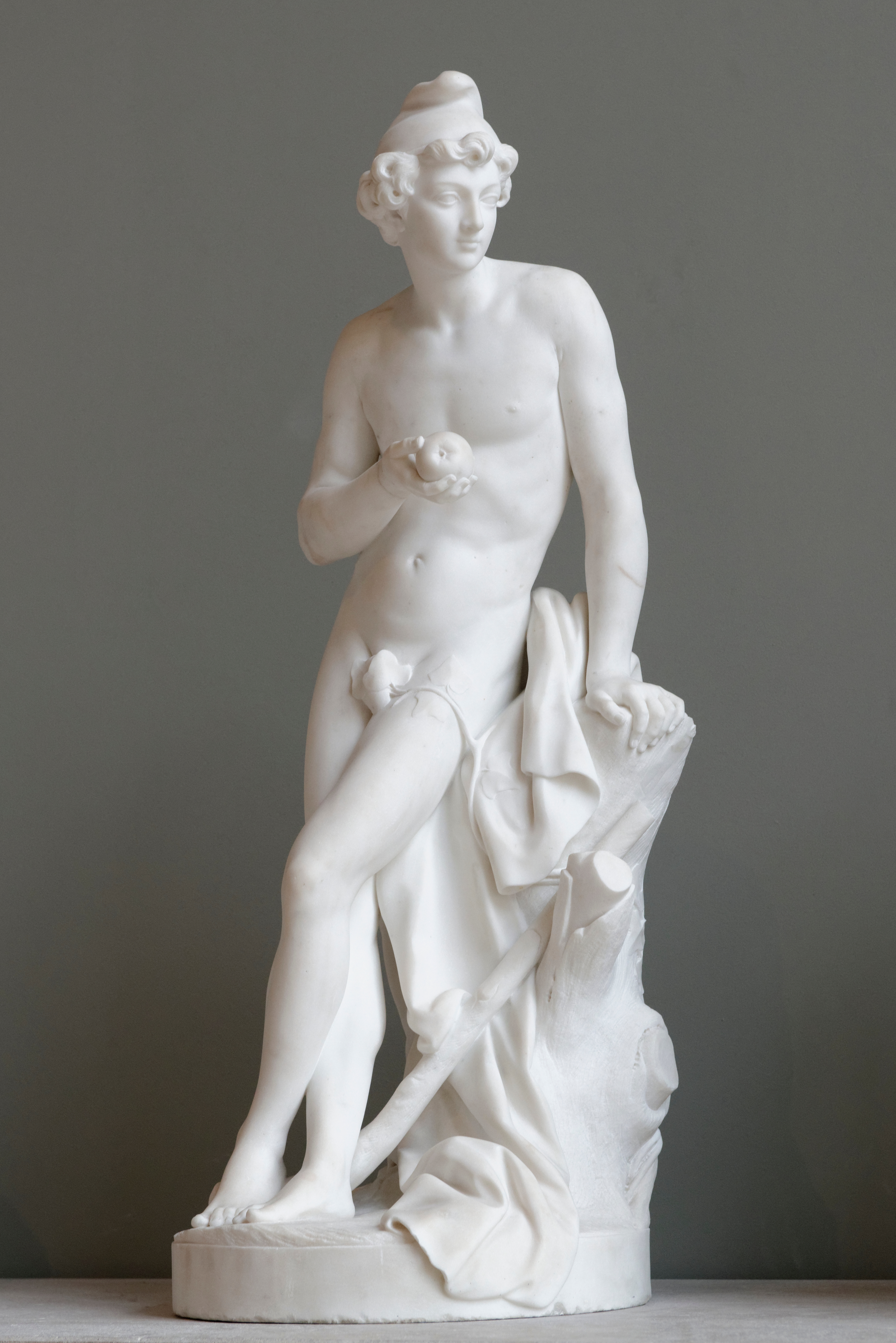
The Shepherd Paris, đá cẩm thạch, Học viện Hoàng gia Pháp